# Rhododendron multicolor
Rhododendron multicolor är en ljungväxtart som beskrevs av Friedrich Anton Wilhelm Miquel. Rhododendron multicolor ingår i släktet rododendron, och familjen ljungväxter. Inga underarter finns listade i Catalogue of Life.